# Lista över företag på Stockholmsbörsen – medelstora företag
Lista över företag på Stockholmsbörsen – medelstora företag förtecknar företag med minst en aktieserie, som är noterad på Stockholmsbörsens så kallade Mid Cap-lista (uppdaterad 1 juli 2025).

- Academedia
- Alimak Group
- Alligo
- Ambea
- Apotea
- AQ Group
- Arctic Paper
- Arise
- Arjo
- Attendo
- Bactiguard Holding
- Beijer Alma
- Bergman & Beving
- Besqab
- BHG Group
- Bico Group
- Biogaia
- Bioinvent
- Bonava
- Boozt
- Brinova Fastigheter
- BTS Group
- Bufab
- Byggmax Group
- Byggmästare A J Ahlström
- Catella
- Cavotec
- Cellavision
- Cibus Nordic
- Cinclus Pharma
- Cint Group
- Clas Ohlson
- Cloetta
- CoinShares International
- Coor
- Creades
- CTT Systems
- Diös
- Duni
- Dustin Group
- Dynavox Group
- Eastnine
- Elanders
- Emilshus
- Enea
- Enity Bank Group
- Eolus Vind
- Ependion
- Ework Group
- Fagerhult Group
- Fasadgruppen
- Flerie
- FM Mattsson
- Genova Property  Group
- Gentoo Media
- Green Landscaping
- Gruvaktiebolaget Viscaria
- Hansa Biopharma
- Hanza
- Heba
- Hexatronic Group
- Hoist Finance
- Humana
- Humble Group
- I.A.R. Systems Group
- Instalco
- Intea Fastigheter
- Intrum
- Invisio
- Inwido
- ITAB Shop Concept
- John Mattson
- K-Fast Holding
- Kabe Group
- Karnov Group
- KlaraBo
- Knowit
- Lime Technologies
- Linc
- Logistea
- Medcap
- MEKO
- Meren Energy
- Mildef Group
- Modern Times Group
- Momentum Group
- Nederman Holding
- Neobo Fastigheter
- Net Insight
- Nivika Fastigheter
- Nobia
- Nordic Paper Holding
- Norion Bank
- Note
- Orrön Energy
- Platzer Fastigheter
- PowerCell Sweden
- Pricer
- Prisma Properties
- Proact IT
- Profoto Holding
- Ratos
- Raysearch Laboratories
- Rejlers
- Resurs Holding
- Rottneros
- Rusta
- RVRC Holding
- Samhällsbyggnadsbolaget i Norden
- Scandi Standard
- Scandic Hotels
- Sdiptech
- Sedana Medical
- Skistar
- Stendörren Fastigheter
- Stenhus Fastigheter i Norden
- Stillfront Group
- Sveafastigheter
- Svolder
- Swedish Logistic Property
- Synsam
- TF Bank
- Traction
- Trianon
- VBG Group
- VEF
- Vestum
- Viaplay Group
- VNV Global
- Volati
- Xano Industri
- Xvivo Perfusion
- Öresund